# Gauche anticapitaliste (Belgique)
 (mai 2018).
Pour les articles homonymes, voir Parti ouvrier socialiste, Ligue communiste révolutionnaire et Gauche anticapitaliste.
La Gauche anticapitaliste est une organisation politique marxiste et trotskiste belge, active sous ce nom en Communauté française de Belgique et sous celui de Stroming voor een Antikapitalistisch Project (SAP, Mouvement pour un projet anticapitaliste) en Communauté flamande. La Gauche anticapitaliste/SAP est la section belge de la IVe Internationale (Secrétariat unifié).
La Gauche anticapitaliste/SAP, appelée Parti ouvrier socialiste (POS) entre 1984 et 2006 et Ligue communiste révolutionnaire entre 2006 et 2017, est issue de la Ligue révolutionnaire des travailleurs (LRT/RAL), une importante organisation d'extrême gauche des années 1970. Elle a pour objectif de proposer et d'instaurer une alternative écosocialiste au système capitaliste et revendique pour cela l’auto-organisation de la classe travailleuse et celle des différents secteurs de lutte (jeunes, travailleurs, femmes, immigrés, LGBTI, etc.).
Elle se distingue du reste de l'extrême gauche belge par ses positions internationales (notamment le soutien à l'Ukraine dans la guerre russo-ukrainienne, qu'elle partage d'ailleurs avec le reste de la Quatrième internationale), par son intérêt porté aux luttes contre les discriminations, ainsi que par la centralité de la question écologique dans son idéologie.

## Historique

### 1971-1984: de la Ligue révolutionnaire des travailleurs (LRT) au Parti ouvrier socialiste (POS)[2]
La Ligue révolutionnaire des travailleurs (LRT), Revolutionnaire arbeidersliga (RAL) en néerlandais, naît à Liège en mai 1971. Ses fondateurs proviennent de la Confédération socialiste des travailleurs (CST), regroupant le Parti wallon des travailleurs (PWT) et l’Union de la gauche socialiste (UGS). Dès sa création, la LRT se veut être la section belge de la IVe Internationale.
Dans les années 1970, elle est devenue une des organisations marxistes les plus actives de Belgique. La Jeune garde socialiste (JGS), son organisation de jeunesse, est très présente au Limbourg, auprès des mineurs en grève. Les trotskistes jouent aussi un rôle primordial dans les autres « grèves sauvages » qui vont ensuite se multiplier dans la plupart des grandes entreprises du pays. La LRT a comme objectif d’unifier les étudiants et les travailleurs dans un large mouvement anticapitaliste. Elle est à la base des principales mobilisations lycéennes et étudiantes des années post-68.
À travers ces mobilisations, la LRT va réussir à renforcer sa structuration interne et se renforcer sur le plan militant. Son influence sur la gauche radicale belge et sa mouvance sympathisante est évidente. Plusieurs intellectuels et autres personnalités importantes de Belgique deviennent de véritables « compagnons de route » de la LRT. Cependant, elle va connaître plusieurs scissions au cours de son histoire, avec le départ, en 1973, de membres bruxellois qui vont ensuite fonder le Groupe marxiste internationaliste (GMI), notamment mené par Guy Desolre. L’année suivante, des militants de sa section de Mouscron fondent à leur tour une nouvelle organisation, Libération populaire. À Bruxelles, dix ans après Mai 68, la LRT se réunit lors de son quatrième congrès national et constate l’échec de la stratégie qui devait conduire à la révolution. La déception est importante auprès de beaucoup de militants issus de la génération 68, parmi lesquels se trouve un certain Frank Vandenbroucke, le futur ministre socialiste flamand au gouvernement fédéral et aujourd’hui au gouvernement de la Région flamande. Plusieurs militants arrêtent le militantisme révolutionnaire. La LRT adopte alors un « tournant ouvriériste ». Le retour dans les usines est préconisé pour participer aux combats syndicaux et recruter des ouvriers. Des établis de la LRT se font engager dans plusieurs grandes entreprises.
Sur le plan électoral, la LRT, dès les années 1970, a participé à des alliances avec d’autres forces politiques, comme le Parti communiste de Belgique (PCB) ou le Groupe politique des travailleurs chrétiens (GPTC). Lors des élections législatives de 1981, la LRT s’y présente en cartel avec Pour le socialisme (PLS), une organisation qualifiée alors de « mao-centriste ».
En février 1984, lors de son septième congrès, organisé à Anvers, la Ligue révolutionnaire des travailleurs change de nom et devient le Parti ouvrier socialiste (POS) du côté francophone et le Socialistische arbeiderspartij (SAP) du côté néerlandophone.

### 1984-2005: du Parti ouvrier socialiste (POS) à la Ligue communiste révolutionnaire (LCR)
À partir de 1991, le POS/SAP ne présente plus de listes sous ses propres couleurs aux élections mais est présent via des alliances électorales, notamment avec d'autres forces de gauche (dont l'actuel Parti communiste), d'extrême gauche ou écologistes. Aux élections communales de 2000, la LCR obtient plusieurs conseillers municipaux, dont notamment un à Anderlues (liste « Gauche ») et deux à Herzele. En octobre 2006, la LCR maintient tous ses élus.
Fin 2005, le POS/SAP décide de changer partiellement de nom : il s'appellera désormais Ligue communiste révolutionnaire du côté francophone du pays, en référence à sa consœur française.

### 2005-2017: de la Ligue communiste révolutionnaire (LCR) à la Gauche anticapitaliste
En 2005, la LCR/SAP participe à l'initiative Une autre gauche.
En 2009, une organisation autonome des jeunes en solidarité politique avec la LCR/SAP est créée à Bruxelles, les Jeunes anticapitalistes (JAC).
Pour les élections de juin 2010, la LCR participe à l'initiative du Front des gauches.
En 2014, elle s'engage dans un rassemblement électoral en Wallonie et à Bruxelles, PTB-GO, avec le Parti du travail de Belgique, le Parti communiste et des personnalités indépendantes de la gauche critique. En Flandre, elle présente ses propres candidates et candidats, défendant un programme LCR/SAP, sur les listes PVDA+. Le PTB-GO gagne deux députés à la chambre et au parlement wallon ; ces élus sont tous membres du PTB, aucun membre du Parti communiste, ni de la LCR ne sera élu étant donné leur place sur les listes.
En 2015, le PTB dit ne plus vouloir poursuivre la coalition PTB-GO.
Le 9 octobre 2017, la LCR/SAP décide de changer partiellement de nom : elle s'appellera désormais Gauche anticapitaliste du côté francophone du pays. En Flandre, l'organisation garde son acronyme mais s'appelle désormais Stroming voor een Antikapitalistisch Project.
Jusqu'en 2018, la Gauche anticapitaliste/SAP édite les mensuels La Gauche (en français) et Rood (Rouge, en néerlandais). La Gauche a été fondé en 1956 dans le but d'unir la gauche socialiste, à l'époque où la section belge de la IVe Internationale agissait clandestinement au sein du parti (PSB) et du syndicat (FGTB) socialistes. À partir de 2018, la publication du mensuel s'arrête, au profit de l'activité en ligne.

### 2024: Élections européennes avec la liste "Anticapitalistes"
Dans le cadre des Élections européennes de 2024 en Belgique, la Gauche anticapitaliste dépose la liste "Anticapitalistes", menée par Denis Verstraeten, enseignant et activiste climatique, et Charlotte Thomas, salariée de la chaîne de supermarchés Delhaize et syndicaliste à la CNE. Y figurent également Philippe Poutou, membre du Nouveau Parti anticapitaliste et candidat aux présidentielles en France lors des scrutins de 2012, 2017 et 2022, ainsi que Daniel Tanuro, théoricien écosocialiste,.
La liste veut proposer un débouché politique aux luttes sociales et écologiques, notamment les "grèves féministes, actions écologistes, mobilisations contre les violences policières, grève des Delhaize, solidarité avec la résistance ukrainienne [et] le mouvement de soutien à la Palestine" sans pour autant se limiter uniquement aux élections.
Sa mesure phare est la réquisition sous contrôle direct des travailleurs et des usagers de plusieurs secteurs dits "clefs" de l’économie, notamment le secteur bancaire, le secteur énergétique, l'industrie agro-alimentaire et la distribution, l'éducation, la santé, le logement et les transports.
La liste défend également dans son programme la réduction collective du temps de travail, l'augmentation des salaires, l'ouverture des frontières, le démantèlement des industries "inutiles et nocives", la mise en place d'une sécurité sociale de l'alimentation et du logement, la rupture avec diverses institutions internationales, notamment l'Organisation du traité de l'Atlantique nord, un investissement massif dans un plan de lutte contre les violences de genre, le désarmement de la police, la gratuité des transports en commun et la création d'un service européen ferroviaire public, l'élargissement du droit à l'avortement, la tenue d'une constituante pour redéfinir le projet européen ainsi que la solidarité avec la Palestine et l'Ukraine.
La liste obtient 2,0% des scrutins sur le collège francophone.

## Aujourd'hui: Gauche anticapitaliste et Stroming voor een Antikapitalistisch Project (SAP)
Contrairement aux partis communistes qui ne sont pas à majorité trotskiste, la Gauche anticapitaliste/SAP reconnaît le droit de tendance. Par ailleurs, elle encourage fortement ses membres à militer dans d'autres organisations : syndicats, associations, comités unitaires… Ainsi, si son audience électorale est très réduite, elle a une certaine influence sur le mouvement social en Belgique, et particulièrement sur le mouvement altermondialiste, l'antifascisme, le féminisme ou l'activisme écologique.
Elle est ainsi membre de la Coordination antifasciste de Belgique, ainsi que du mouvement de désobéissance civile écologiste Code Rouge, aux côtés d'organisations comme Youth for Climate, Greenpeace, Extinction Rebellion ou le réseau ADES. Lors de l'action menée par Code Rouge contre le projet de centrale à gaz de Flémalle en juillet 2023, l'un des porte-paroles du mouvement est un membre de la Gauche anticapitaliste.
Les Jeunes anticapitalistes, quant à eux, sont actifs dans plusieurs lieux d'études et notamment à l'ULB, où ils font partie de l'association inter-cercles de l'université. Ils organisent entre autres, chaque année, une délégation au camp jeune de la Quatrième internationale, ouverte aux sympathisants.